# 羅加紹夫齊
罗加绍夫齐（斯洛維尼亞語： 發音：[ɾɔˈɡaːʃɔu̯tsi]；昔日又稱 Rogačovci），是斯洛維尼亞罗加绍夫齐市镇的聚居地及行政中心，屬於普雷克穆列傳統地區的一部分。

## 外部連結
- 维基共享资源上的相關多媒體資源：羅加紹夫齊
- Rogašovci on Geopedia （页面存档备份，存于）